# Goliathus albosignatus
Goliathus albosignatus är en skalbaggsart som beskrevs av Karl Henrik Boheman 1857. Goliathus albosignatus ingår i släktet Goliathus och familjen Cetoniidae. Inga underarter finns listade i Catalogue of Life.

## Bildgalleri

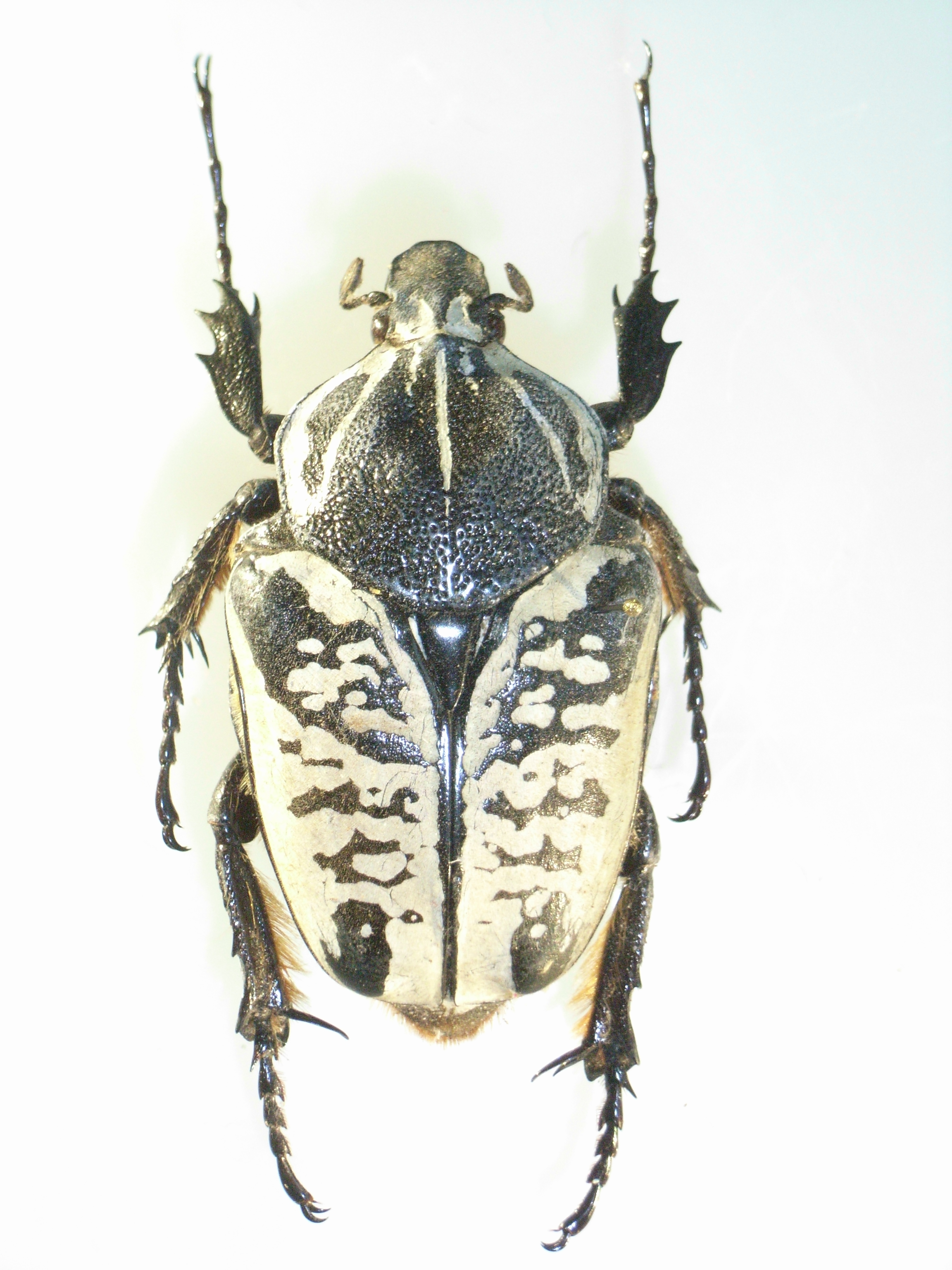
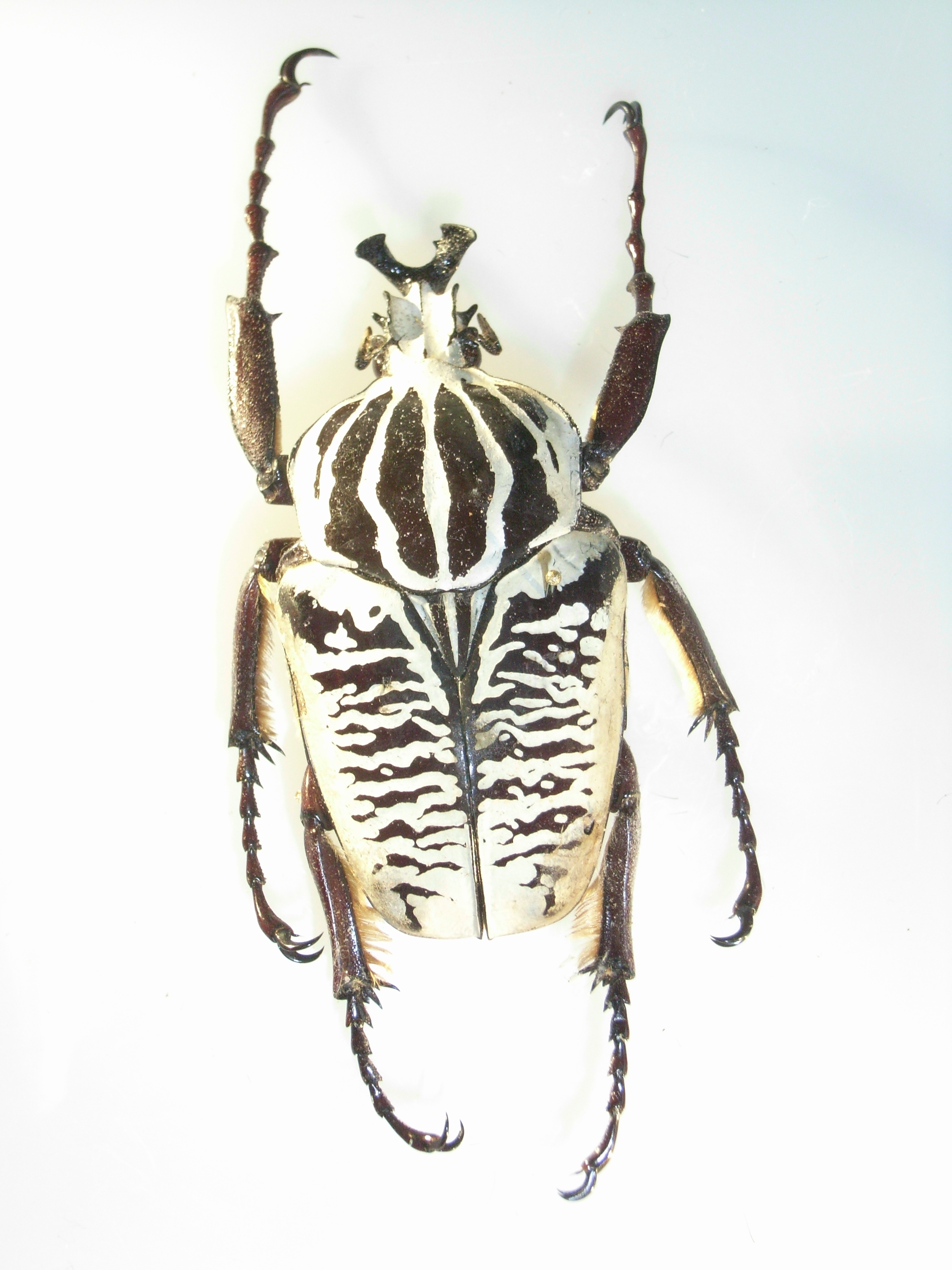
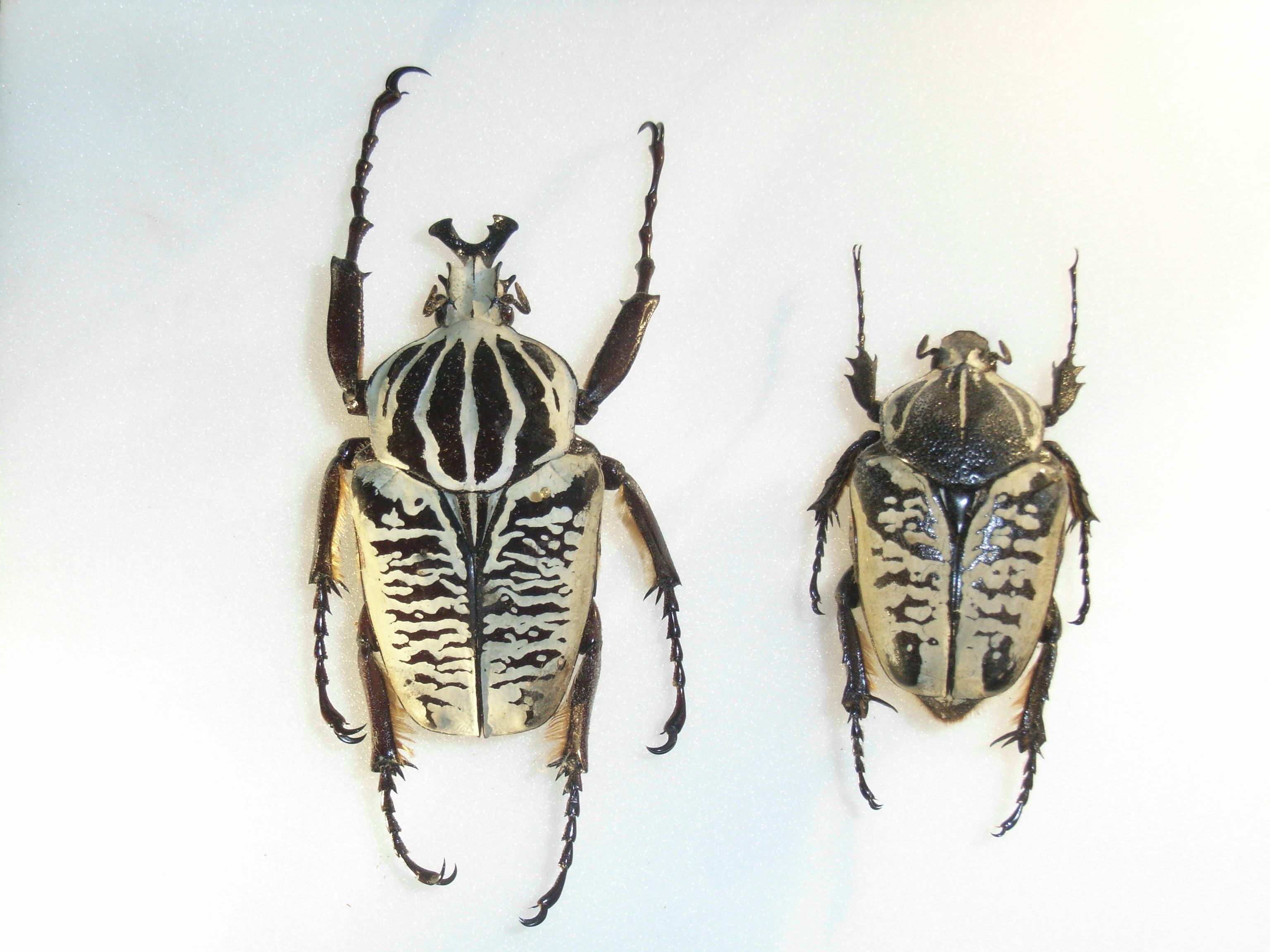
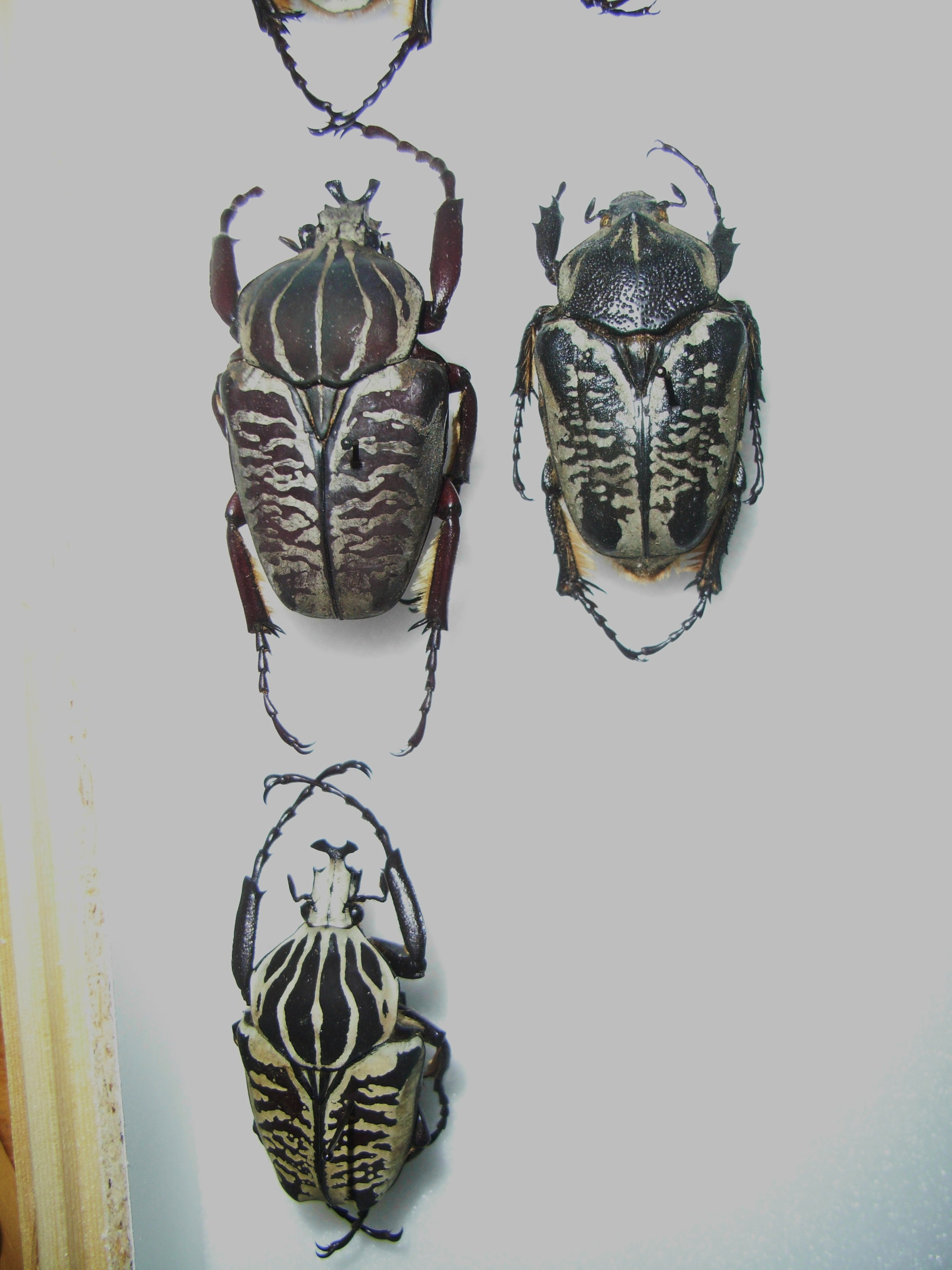
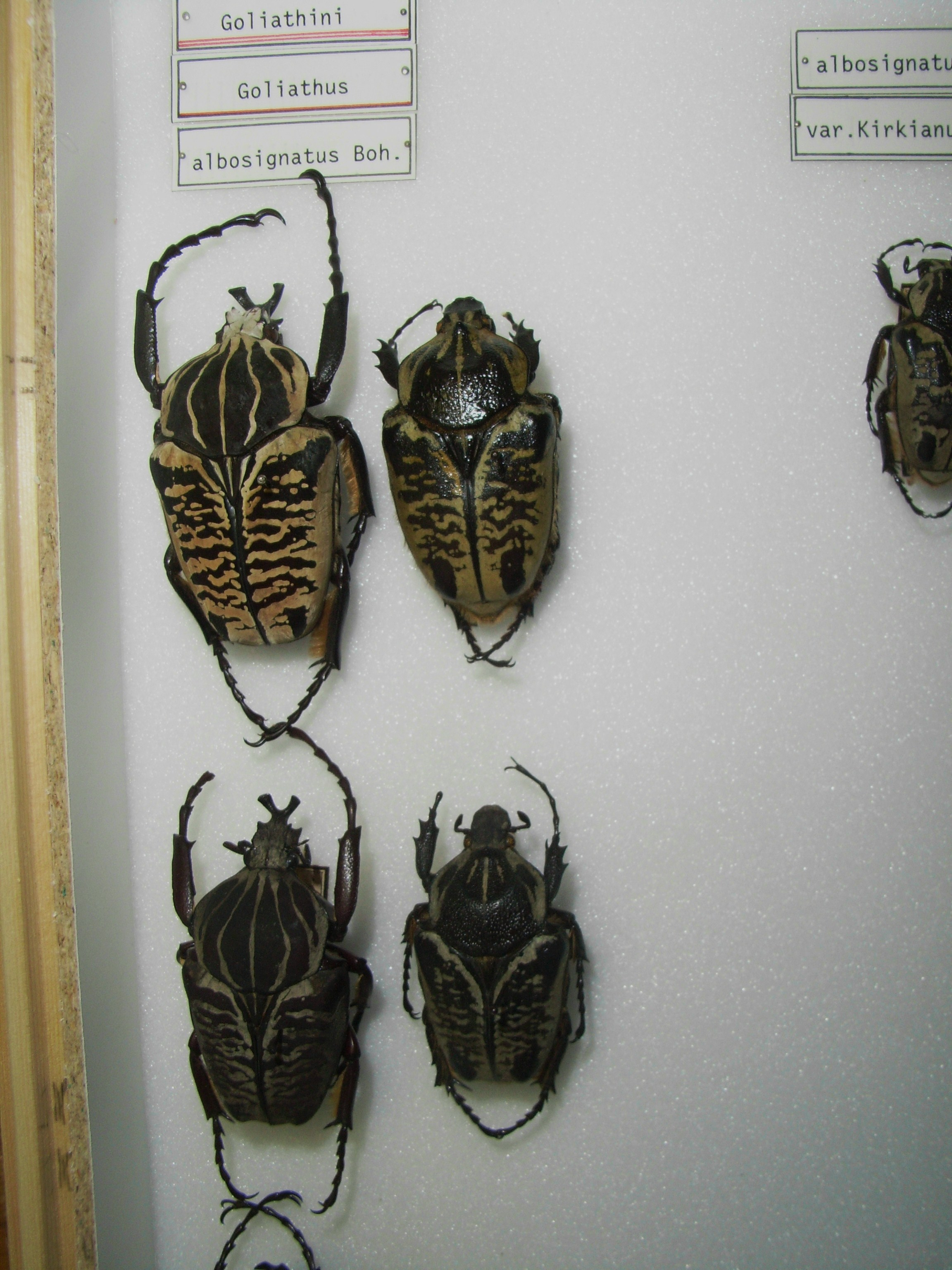
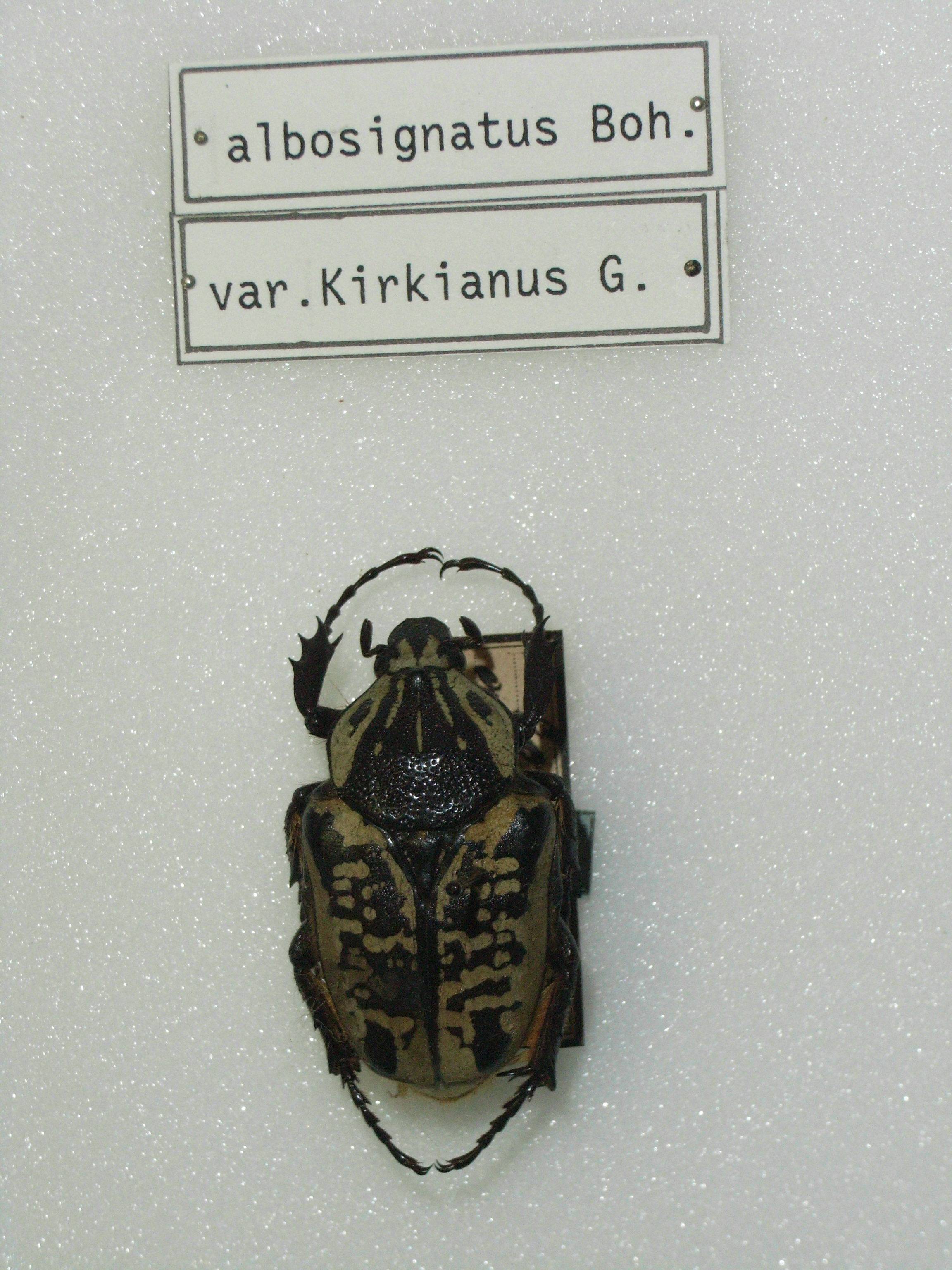